# ルペルティエ型歯車機構
ルペルティエ型歯車機構（ルペルティエがたはぐるまきこう、英語: Lepelletier gear mechanism）は、自動車のトランスミッションで使われるラビニヨ型歯車機構の発展形である。ラビニヨ型では最大4段変速が可能なのに対して、ルペルティエ型では5段以上の変速が可能である。名称は1992年にこの自由度3の遊星歯車機構を提唱したPierre A. G. Lepelletierに因む。
ルペルティエ型歯車機構は単純遊星歯車機構（図中で青色/橙色で示されている）をラビニヨ型遊星歯車機構（図中で灰色/赤色/緑色で示されている）の前に配置し、カップリングで連結することによって構築される。図では、前進7段、後退1段の変速機が3つのクラッチと3つのブレーキを必要とすることが示されている。単純遊星歯車機構の内歯車（青色）もエンジンのドライブシャフト（白色）に常時接続されている。これは、単純遊星歯車機構が、アイドル中でさえも、常に回転していることを意味する。出力は常にラビニヨ型機構の内歯車（灰色）を介し、差動装置（ディファレンシャル）を介して駆動輪に接続されている。6段オートマチックトランスミッションでは、薄青色の太陽歯車が常時固定されており、この歯車のための切り替え可能なブレーキと5番目の歯車を除去することができる。通例に反して、図中ではラビニヨ機構が分かりやすくするために上下逆に描かれている。

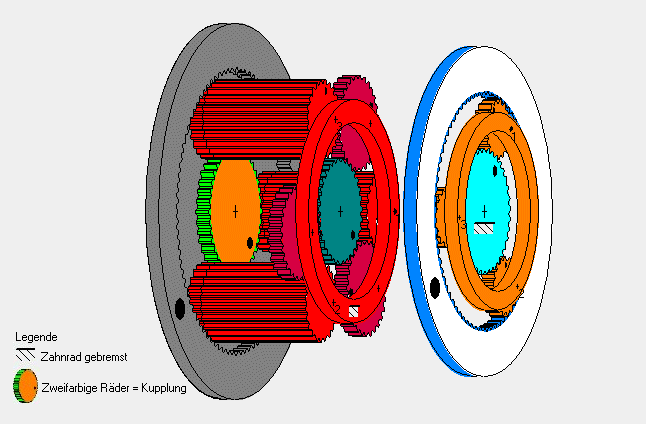
後退ギア
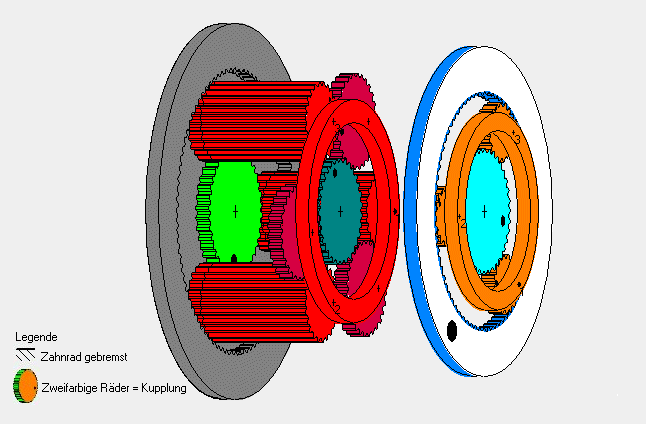
ニュートラル
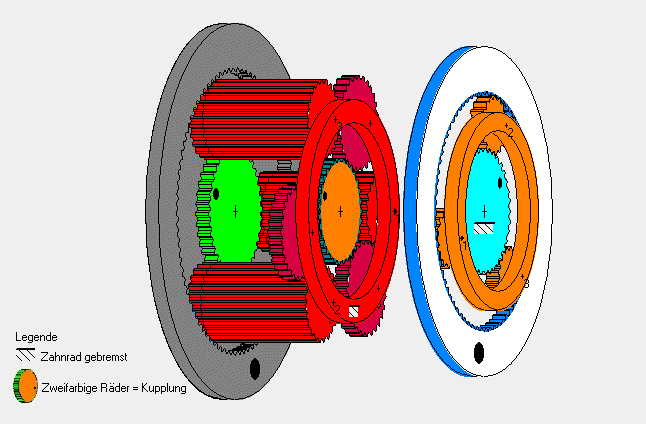
1速ギア
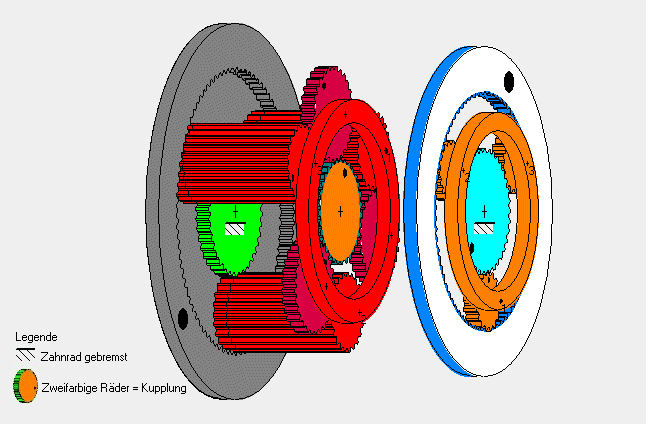
2速ギア
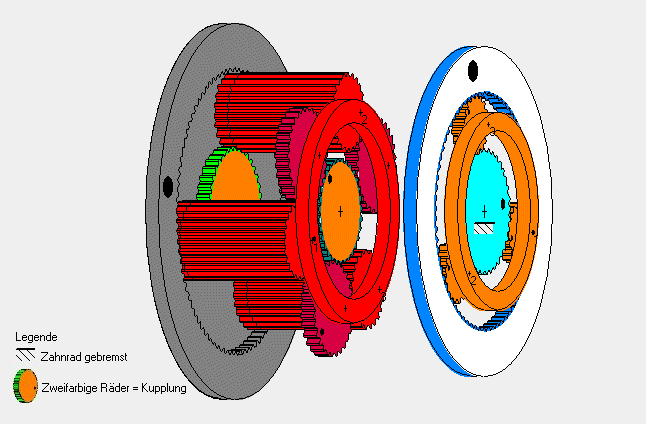
3速ギア
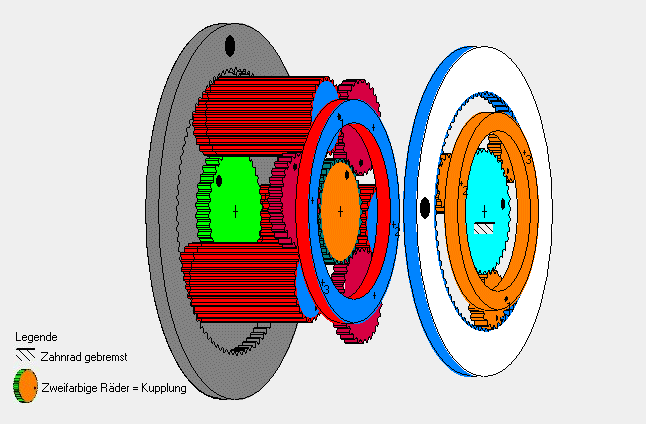
4速ギア
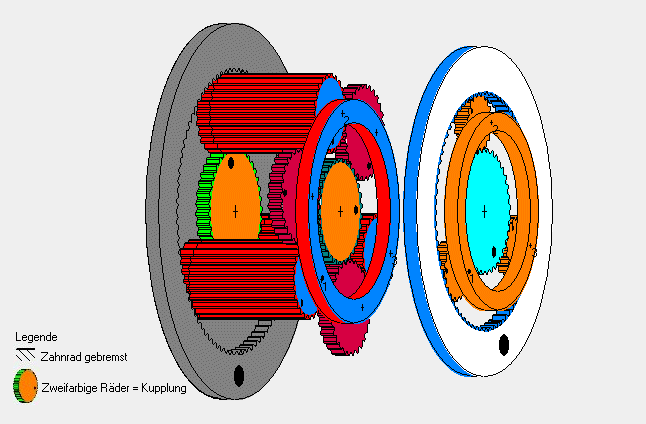
5速ギア
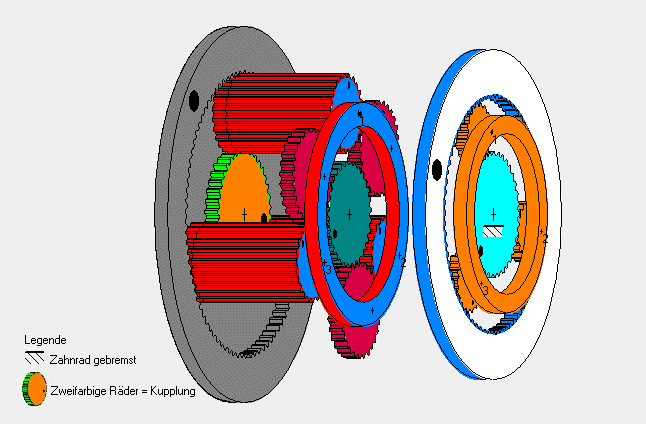
6速ギア
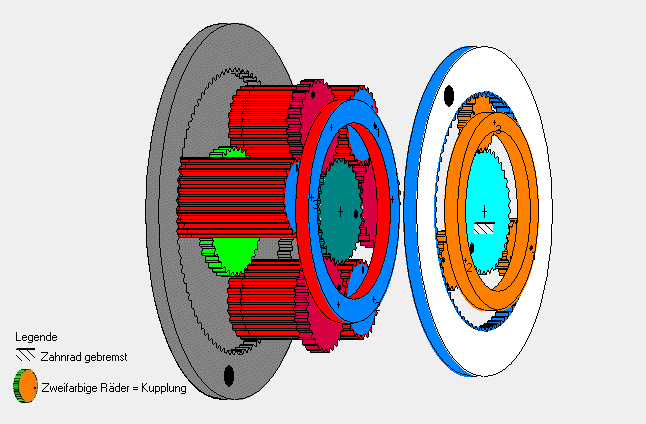
7速ギア